# Попутчики (сериал)
«Попу́тчики» (англ. Fellow Travelers) — американский мини-сериал в жанре политического триллера и романтической драмы, снятый по одноименному роману Томаса Мэллона, вышедшему в 2023 году. В центре сюжета романтические отношения двух героев в исполнении Мэтта Бомера и Джонатана Бейли. Их роман начинается в 1950-е годы, в период маккартизма и длится несколько десятилетий. Премьера сериала на телевидении состоялась 29 октября 2023 года на канале Showtime после релиза 27 октября на стриминговом сервисе Paramount+ with Showtime.

## Завязка
После случайной встречи в Вашингтоне в 1950-х годах Хокинс Фуллер (Бомер) и Тимоти Лафлин (Бейли) заводят роман, который продолжается в бурное время протестов против войны во Вьетнаме в 1960-е годы, и в эпоху диско-гедонизма 1970-х годов, и в кризис со СПИДом 1980-х годов.